# Râul Gotu
Râul Gotu este un curs de apă, afluent al râului Miraș. 